# Адміністративний устрій Кременчуцького району
Адміністративний поділ Кременчуцького району — адміністративно-територіальний поділ Кременчуцького району Полтавської області на 6 сільських громад та 5 сільських рад, які об'єднують 73 населені пункти та підпорядковані Кременчуцькій районній раді. Адміністративний центр — місто Кременчук.

## Устрій після 2015 року

### Список громад
Список громад Кременчуцького району.
| № | Назва                               | Центр             | Населені пункти | Площа км² | Місце за площею | Населення (2001), чол. | Місце за населенням |
| - | ----------------------------------- | ----------------- | --- | --------- | --------------- | ---------------------- | ------------------- |
| 1 | Кам'янопотоківська сільська громада | с. Кам'яні Потоки | с. Білецьківка с. Бурти с. Кам'яні Потоки с. Маламівка с. Новоселівка с. Підгірне с. Ройове с. Садки с. Стара Білецьківка с. Чечелеве с. Чикалівка                                                                                                 |           |                 | 6989                   | 1                   |
| 2 | Недогарківська сільська громада     | с. Недогарки      | с. Недогарки с. Максимівка с. Панівка с. Пащенівка с. Рокитне-Донівка |           |                 |                        |                     |
| 3 | Червонознам'янська сільська громада | с. Нова Знам'янка | с. Нова Знам'янка с. Вільна Терешківка с. Майбородівка с. Мирне с. Писарщина |           |                 |                        |                     |
| 4 | Омельницька сільська громада        | с. Омельник       | с. Омельник с. Варакути с. Гуньки с. Демидівка с. Запсілля с. Ковалі с. Крамаренки с. Литвиненки с. Найденівка с. Онищенки с. Пустовіти с. П'ятихатки с. Радочини с. Рокитне с. Романки с. Степівка с. Федоренки с. Щербаки с. Щербухи с. Яремівка |           |                 |                        |                     |
| 5 | Піщанська сільська громада          | с. Піщане         | с. Піщане с. Гориславці с. Ковалівка с. Коржівка с. Кривуші с. Миловидівка с. Олефірівка |           |                 |                        |                     |
| 6 | Пришибська сільська громада         | с. Пришиб         | с. Пришиб с. Єристівка с. Кобелячок с. Малики с. Роботівка |           |                 |                        |                     |

### Список рад
Список сільських рад Кременчуцького району.
| № | Назва                           | Центр        | Населені пункти                                                                  | Площа км² | Місце за площею | Населення (2001), чол. | Місце за населенням |
| - | ------------------------------- | ------------ | -------------------------------------------------------------------------------- | --------- | --------------- | ---------------------- | ------------------- |
| 1 | Бондарівська сільська рада*     | с. Бондарі   | с. Бондарі с. Василенки с. Заруддя с. Остапці с. Ревівка                         |           |                 | 1004                   | 6                   |
| 2 | Келебердянська сільська рада*** | с. Келеберда | с Келеберда                                                                      |           |                 | 451                    | 7                   |
| 3 | Потоківська сільська рада**     | с. Потоки    | с. Потоки с. Мала Кохнівка с. Придніпрянське с. Соснівка                         |           |                 | 3297                   | 3                   |
| 4 | Салівська сільська рада***      | с. Салівка   | с. Салівка с. Карпівка с. Махнівка с. Петрашівка                                 |           |                 | 1238                   | 4                   |
| 5 | Ялинцівська сільська рада       | с. Ялинці    | с. Ялинці с. Воскобійники с. Кіндрівка с. Михайленки с. Пухальщина с. Самусіївка |           |                 | 1228                   | 5                   |

* Примітки: с. — село; * — Бондарівська сільська рада увійшла до складу Новогалещинської ОТГ Козельщинського району ** — Потоківська сільська рада увійшла до складу Дмитрівської ОТГ Горішньоплавнівської міської ради *** — Келебердянська та Салівська сільські ради увійшла до складу Дмитрівської ОТГ Горішньоплавнівської міської ради.

## Устрій до 2015 року
Адміністративно-територіально Кременчуцький район Полтавської області до початку адміністративної реформи 2015 року на 19 сільських рад, які об'єднували 73 населені пункти та були підпорядковані Кременчуцькій районній раді. Адміністративний центр — місто Кременчук, хоча сам Кременчук як місто обласного значення до району не входить.
Список сільських рад Кременчуцького району.
| №  | Назва                            | Центр                | Населені пункти                                                                                  | Площа км² | Місце за площею | Населення (2001), чол. | Місце за населенням |
| -- | -------------------------------- | -------------------- | ------------------------------------------------------------------------------------------------ | --------- | --------------- | ---------------------- | ------------------- |
| 1  | Білецьківська сільська рада      | с. Білецьківка       | с. Білецьківка с. Бурти с. Маламівка с. Новоселівка с. Підгірне с. Стара Білецьківка с. Чечелеве |           |                 | 5592                   | 3                   |
| 2  | Бондарівська сільська рада       | с. Бондарі           | с. Бондарі с. Василенки с. Заруддя с. Остапці с. Ревівка                                         |           |                 | 1004                   | 14                  |
| 3  | Гориславська сільська рада       | с. Гориславці        | с. Гориславці с. Коржівка с. Миловидівка с. Олефірівка                                           |           |                 | 982                    | 15                  |
| 4  | Демидівська сільська рада        | с. Демидівка         | с. Демидівка с. Гуньки с. Ковалі с. Найденівка с. Радочини с. Щербухи с. Яремівка                |           |                 | 821                    | 16                  |
| 5  | Запсільська сільська рада        | с. Запсілля          | с. Запсілля с. Крамаренки с. Степівка                                                            |           |                 | 768                    | 18                  |
| 6  | Кам'янопотоківська сільська рада | с. Кам'яні Потоки    | с. Кам'яні Потоки с. Ройове с. Садки с. Чикалівка                                                |           |                 | 6989                   | 1                   |
| 7  | Келебердянська сільська рада     | с. Келеберда         | с Келеберда                                                                                      |           |                 | 451                    | 19                  |
| 8  | Кобелячківська сільська рада     | с. Кобелячок         | с. Кобелячок с. Малики                                                                           |           |                 | 800                    | 17                  |
| 9  | Майбородівська сільська рада     | с. Майбородівка      | с. Майбородівка с. Мирне с. Писарщина                                                            |           |                 | 1035                   | 13                  |
| 10 | Максимівська сільська рада       | с. Максимівка        | с. Максимівка                                                                                    |           |                 | 2052                   | 7                   |
| 11 | Недогарківська сільська рада     | с. Недогарки         | с. Недогарки с. Панівка с. Пащенівка с. Рокитне-Донівка                                          |           |                 | 1969                   | 8                   |
| 12 | Омельницька сільська рада        | с. Омельник          | с. Омельник с. Варакути с. Литвиненки с. Пустовіти с. Федоренки                                  |           |                 | 2132                   | 9                   |
| 13 | Піщанська сільська рада          | с. Піщане            | с. Піщане с. Ковалівка с. Кривуші                                                                |           |                 | 6209                   | 2                   |
| 14 | Потоківська сільська рада        | с. Потоки            | с. Потоки с. Дзержинське с. Мала Кохнівка с. Соснівка                                            |           |                 | 3297                   | 5                   |
| 15 | Пришибська сільська рада         | с. Пришиб            | с. Пришиб с. Єристівка с. Роботівка                                                              |           |                 | 1444                   | 10                  |
| 16 | Рокитненська сільська рада       | с. Рокитне           | с. Рокитне с. Онищенки с. П'ятихатки с. Романки с. Щербаки                                       |           |                 | 1937                   | 9                   |
| 17 | Салівська сільська рада          | с. Салівка           | с. Салівка с. Карпівка с. Махнівка с. Петрашівка                                                 |           |                 | 1238                   | 11                  |
| 18 | Червонознам'янська сільська рада | с. Червона Знам'янка | с. Червона Знам'янка с. Вільна Терешківка                                                        |           |                 | 4027                   | 4                   |
| 19 | Ялинцівська сільська рада        | с. Ялинці            | с. Ялинці с. Воскобійники с. Кіндрівка с. Михайленки с. Пухальщина с. Самусіївка                 |           |                 | 1228                   | 12                  |

* Примітки: с. — село